# Stephen Neill
Stephen Charles Neill (1900–1984) est un évêque anglican britannique, missionnaire et érudit. Il maîtrise plusieurs langues, dont le grec ancien, le latin et le tamoul. Il étudie au Trinity College de Cambridge et y est boursier avant de partir comme missionnaire au Tamil Nadu en Inde britannique. Il devient évêque de Tirunelveli en 1939.

## Jeunesse
Neill est né à Édimbourg, en Écosse, le 31 décembre 1900 de Charles Neill et de Margaret Penelope ("Daisy") Neill, la fille de James Monro (un temps commissaire (CID) à Scotland Yard qui, après avoir démissionné à l'âge de 52 ans en désaccord avec le gouvernement, est retourné en Inde, où il a été officier de district, pour établir une mission médicale. Ses deux parents sont des médecins missionnaires en Inde mais passent une grande partie de leur vie adulte dans divers pays européens pour des raisons de santé et pour l'éducation de leurs enfants. Il a deux sœurs, Marjorie Penelope (1898) et Isabel Ruth (1906), et trois frères : Christopher Henry (1899), Gerald Munro (1902), Eric James (1904).
Il fait ses études à la Dean Close School puis en 1918 obtient une bourse au Trinity College de Cambridge et est élu fellow en 1924. Alors qu'il est encore à Cambridge, il réussit l'examen d'ordination générale de l'Église d'Angleterre qui lui permet l'ordination, mais il décide de partir en Inde en tant que laïc.

## Ministère en Inde
En 1925, il s'installe à Dohnavur avec ses parents. Pendant son séjour à Dohnavur, il apprend le tamoul et est impliqué dans l'enseignement aux écoliers. Neill rejoint la Church Mission Society (CMS) en 1928 et est ordonné prêtre. Après son ordination, il part à Tirunelvely et dirige ensuite le programme d'évangélisation North Tirunelveli Itineracy de Thomas Ragland. Il enseigne le tamoul au collège théologique CMS à Palayamkottai où il est son premier directeur. Là, il s'implique dans les négociations pour unir les églises du sud de l'Inde pour la formation de l'Église de l'Inde du Sud. Il est élu évêque de Tirunelveli en 1939. Là, il maintient l'unité du diocèse pendant les temps troublés de la guerre, résistant aux empiètements de l'État et lançant des projets de développement dans l'édition, la banque, entre autres. En 1944, il démissionne. Dans son autobiographie, il attribue cela à des problèmes de santé qui l'ont poursuivi pendant la majeure partie de sa vie. L'éditeur de la biographie note que dans le diocèse, l'opinion commune est qu'il a dû partir à cause de problèmes avec son clergé et il ajoute que des allégations graves ont été faites.

## Travail académique après le retour en Europe
Après son retour d'Inde, il devient évêque adjoint de l'archevêque de Cantorbéry. Neill travaille pour le Conseil œcuménique des Églises de 1947 à 1954. En 1962, il part à l'Université de Hambourg en tant que professeur de missions jusqu'en 1967 et professeur de philosophie et d'études religieuses à Nairobi entre 1969 et 1973. À son retour en Angleterre, il se voit offrir un logement par le directeur de Wycliffe Hall, à Oxford, qui pour le reste de sa vie sert de base entre des engagements de conférences dans diverses parties du monde et pour la lecture et l'écriture.

## Apport littéraire
Neill édite History of Ecumenical Movement 1517-1948 avec Ruth Rouse ; the World Christian Series et co-édite Concise Dictionary of the Christian World Mission (1971). Il écrit également The Interpretation of the New Testament 1891 - 1961, Bhakti, Hindu and Christian and Christian Faith and Other Faiths. Son magnum opus History of Christianity in India est inachevé au moment de sa mort, mais le premier volume, jusqu'en 1707, est publié par la Cambridge University Press en 1984.

## Sources
- Gerald Anderson, Biographical Dictionary of Christian Missions, Wm. B. Eerdmans Publishing, 1999, 488 p. (ISBN 978-0-8028-4680-8, lire en ligne)
- Geoffrey Rowell, Kenneth Stevenson et Rowan Williams, Love's Redeeming Work, Oxford University Press, 2003, 648–650 p. (ISBN 978-0-19-107058-7, lire en ligne)
- Conard Simonson, The Christology of the Faith and Order Movement, Brill Archive, 1973, 3 p. (ISBN 978-90-04-03430-3, lire en ligne)
- Timothy Yates, Christian Mission in the Twentieth Century, Cambridge University Press, 1996, 143–144 p. (ISBN 978-0-521-56507-3, lire en ligne)